# Alois Nebel
Pour les articles homonymes, voir Aloïs Nebel (film) et Nebel.
Alois Nebel est une bande dessinée tchèque en trois volumes scénarisée par Jaroslav Rudiš (1972) et dessinée par Jaromír Švejdík (1963), parue en République tchèque entre 2003 et 2005. Elle a été adaptée au cinéma en 2011.

## Synopsis
Voir le  synopsis du film en attendant un résumé de la trilogie.

## Histoire éditoriale
La bande dessinée paraît en République tchèque en trois tomes chez l'éditeur Joachim Dvorak : 
- Bílý potok (Le ruisseau blanc) en 2003 ;
- Hlavní nádraží (La gare centrale) en 2004 ;
- Zlaté Hory (Les monts d'or) en 2005.

En Allemagne, une traduction intégrale est parue chez Voland & Quist en février 2012.
En France, une édition en un seul volume paraît aux éditions Presque Lune en février 2014 dans une traduction de Christine Laferrière.

## Adaptation au cinéma
Un long métrage d'animation librement inspiré de la bande dessinée, Aloïs Nebel, est réalisé par Tomás Lunák en 2011 avec la collaboration des auteurs de la bande dessinée. Il sort en République tchèque en septembre 2011 et en France en mars 2012.